# Kanton Saint-Louis (Guadeloupe)
Kanton Saint-Louis was een kanton van het Franse departement Guadeloupe. Kanton Saint-Louis maakt deel uit van het arrondissement Pointe-à-Pitre en telde 2 997 inwoners (Recensement 1999). In 2015 werden de kantons Capesterre-de-Marie-Galante, Grand-Bourg, en Saint-Louis samengevoegd tot Kanton Marie-Galante.

## Gemeenten
Het kanton Saint-Louis omvatte de volgende gemeente:
- Saint-Louis : 2 997 inwoners